# Дајдесхајм
Дајдесхајм (њем. Deidesheim) град је у њемачкој савезној држави Рајна-Палатинат. Једно је од 48 општинских средишта округа Бад Диркхајм. Према процјени из 2010. у граду је живјело 3.735 становника. Посједује регионалну шифру (AGS) 7332009.

## Географски и демографски подаци
Дајдесхајм се налази у савезној држави Рајна-Палатинат у округу Бад Диркхајм. Град се налази на надморској висини од 120 метара. Површина општине износи 26,5 km². У самом граду је, према процјени из 2010. године, живјело 3.735 становника. Просјечна густина становништва износи 141 становника/km².

## Међународна сарадња
| Мјесто | Држава     | Врста сарадње | Од    |
| ------ | ---------- | ------------- | ----- |
|        | Француска  | партнерство   | 1995. |
|        | Швајцарска | партнерство   | 1995. |
| Извор  |            |               |       |